# Переяславська фортеця

План фортеці

Переяславська фортеця — колишня фортеця в місті Переяслав. Споруджена у XVI столітті, реконструйована у XVIII столітті, зруйнована на початку XIX століття.
Переяслав у XVII столітті вважався головним козацьким містом на Лівобережній Україні. Воно містилося в межах Переяслава Княжої доби, від якого успадкувало локацію на трикутному мисі біля впадіння річки Альти в Трубіж, а також дводільну систему укріплень: замок зайняв територію княжого дитинця, а уфортифіковане середмістя — колишнього «окольного города». Річки біля фортеці були перегачені, завдяки чому утворився великий став, який посилював неприступність міста.
Укріплення складалися з високих земляних валів і дерев'яних стін, у яких стояли три надбрамні башти з мостами. Дві з них виходили до ставу, а одна — в напільний бік, де був викопаний рів.
Після військово-адміністративної реформи 1717—1720 років, проведеної в Російській імперії Петром І, Переяслав було віднесено до чотирьох найважливіших державних фортець на теренах України. Про тодішній стан укріплень свідчить план Переяславської фортеці 1727 року Захарія Зибіна. На ньому показано тільки план і профіль оборонної огорожі замку — земляний вал з бруствером, валгангом і апарелями, з великими бастіонами і равеліном з напільного боку. Отже, на початку XVIII століття Переяславська фортеця вже мала основні елементи нової європейської системи фортифікації.
Складений під час реконструкції укріплень 1739 року «План Переяславської фортеці» охоплює більшу територію, ніж план 1727 року, і показує «Переяславскую главную крепость» і «Переяславский Черкаский город». План фіксує тільки те, що безпосередньо належить до системи укріплень, зокрема й головну фортецю (колишній замок), що на той час мала широкі рови й бастіони регулярніших обрисів. Оборонна огорожа складалася з земляного валу з бруствером і валгангом, без дерев'яних стін. Рів був тільки з напільного боку й проходив від Альти до Трубежа. По лінії контрескарпу були встановлені дерев'яні рогатки. На плані позначено назви всіх елементів укріплень і нанесено багато ліній перетину. Це свідчення того, що у комплекті з цим планом на окремому аркуші були викреслені профілі оборонних ліній. Проте нам їх в архівах розшукати не пощастило.
Переяславська фортеця востаннє зазнала реконструкції після 1740 року за проєктом відомого фортифікатора Д. Дебоскета, перетворившись на суто земляне укріплення бастіонного типу. 1794 року фортеця була скасована і на початку XIX століття рештки її укріплень частково знесено при переплануванні міста на засадах класицистичної регулярності.